# Leopold Friedrich Ranke

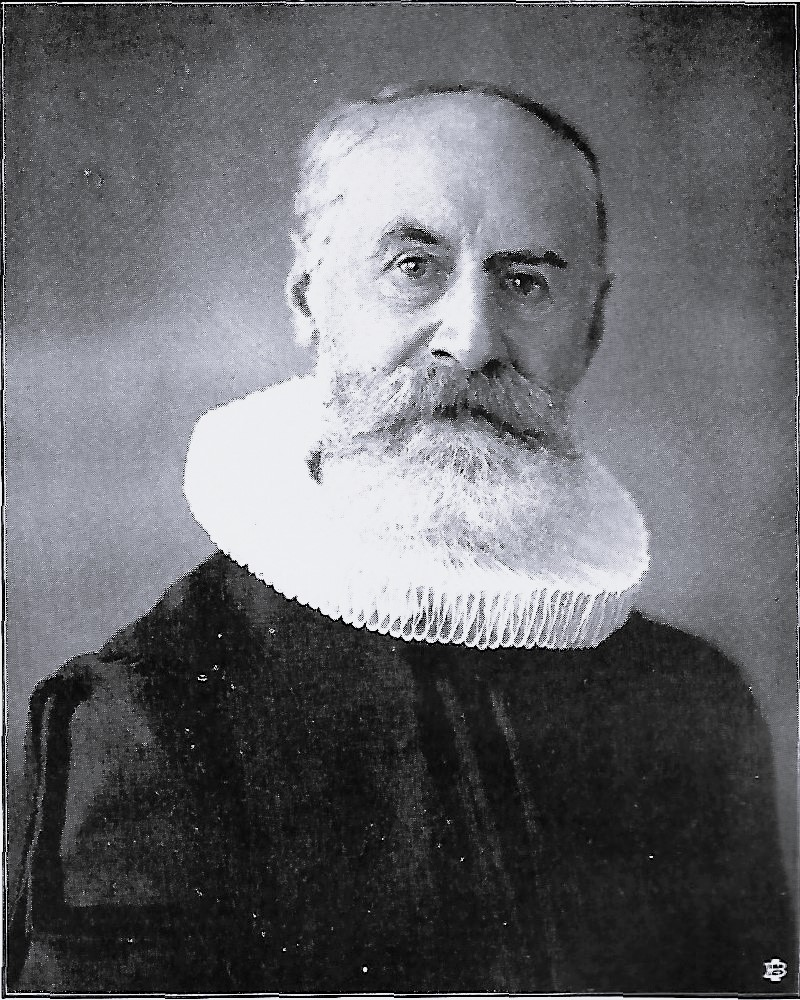
Senior Hauptpastor D. Ranke

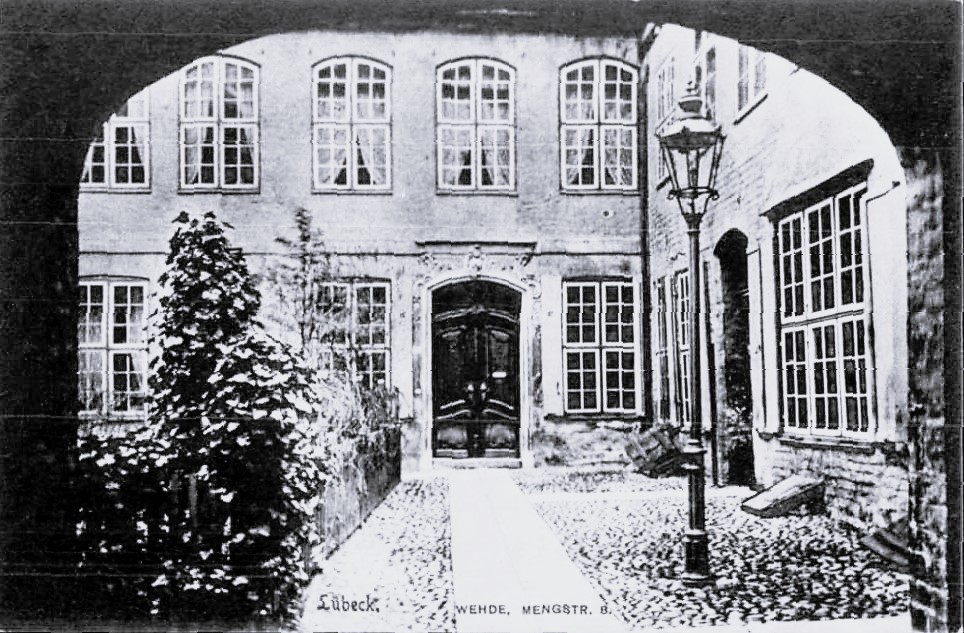
Wehde vor 1942

Gotthilf Paul Emil Leopold Friedrich Ranke (* 30. September 1842 in Bayreuth; † 27. März 1918 in Lübeck) war ein deutscher evangelisch-lutherischer Geistlicher und Hauptpastor an St. Marien.

## Leben

### Herkunft
Ranke entstammte einer Akademikerfamilie. Er war eins von acht Kindern von Friedrich Heinrich Ranke, Konsistorialrat, später Oberkonsistorialrat, in München und Ansbach und dessen Frau, Selma Wilhelmine geb. Schubert, eine Tochter Gotthilf Heinrich von Schuberts. Sein Onkel war der 1865 in Berlin geadelte Historiker Leopold von Ranke. Von seinen Geschwistern sollten vor allem seine Brüder Johannes und Heinrich bekannt werden.

### Laufbahn
Nach Besuch des Gymnasiums in Ansbach studierte er Evangelische Theologie in Göttingen, Erlangen und Berlin Nach Abschluss seines Studiums wirkte er als an der Theologischen Fakultät der Universität in Erlangen als Repetent für Hebräische Sprache und Altes Testament. Hiernach berief man ihn zuerst als Vikar nach Lindau am Bodensee, dann stand er einer Diasporagemeinde in der Nähe Münchens vor. Während des Deutsch-Französischen Krieges ist er als Felddiakon im Felde gewesen. Seine erste Pfarrstelle erhielt er 1871 in der Landgemeinde Balgheim bei Möttingen.
Der Erlanger Kirchenhistoriker Gustav Leopold Plitt, der aus Genin (Lübeck) stammte, empfahl Ranke nach Lübeck. Am 5. November 1878 wurde er als Nachfolger des verstorbenen Pastors Theodor Holm zum Hauptpastor der Marienkirche zu Lübeck erwählt und am 12. Januar 1879 in sein Amt eingeführt. Ausschlaggebend für seine Wahl war unter anderem, dass man mit ihm einen guten Kanzelredner gewönne. Anfängliche Widerstände gegen seine Berufung wichen bald.
Schon bald nach seiner Berufung zum Hauptpastor wurde er in die Schuldeputation, die spätere Oberschulbehörde, berufen, um dort über 30 Jahre tätig zu sein. Beim Lübecker Hauptverein der Deutschen Lutherstiftung führte er mehrere Jahre den Vorsitz und war stellvertretender Vorsitzender der Lübecker Bibelgesellschaft.
Im Jahr 1886 zwang ihn sein Nervenleiden erstmals zu einem längeren Urlaub.
In seine Amtszeit als Senior fielen entscheidende Änderungen im kirchlichen Leben. Der Senat als Inhaber des Landesherrlichen Kirchenregiments verlieh der Kirche 1895 mit dem Kirchenrat und der Synode zwei neue Organe. Zeitgleich trat eine neue Kirchengemeindeordnung in Kraft. Die Gemeinde erhielt so viele abgegrenzte Seelsorgebezirke, wie Geistliche vorhanden waren. Die Gemeindevertretung wurde, unter der Aufhebung des Gemeindeausschusses, auf den Kirchenvorstand reduziert. Abendmahlsgottesdienste wurden eingeführt. Die von alters her in der Marienkirche gehaltenen Katechismuspredigten, sowie die Katechesationen wurden aufgehoben, da Kindergottesdienste, wie beispielsweise der von Ranke gegründete Kindergottesdienst von St. Marien, hierfür einen hinreichenden Ersatz boten. Die Prüfung der Lübeckischen Kandidaten der Kandidatenschule musste aufgegeben werden, da die Anzahl der Geprüften die des Bedarfes bei weitem überstieg. Es wurde mit der schleswig-holsteinischen Landeskirche eine Übereinkunft getroffen, dass die hansestädtischen Kandidaten deren Kandidaten gleichwertig seien. Als Mitglied des Kirchenrats vertrat er diesen bei den theologischen Prüfungen in Kiel.
Am 2. Juli 1892 wurde Hauptpastor Ranke nach dem Tod Johann Carl Lindenbergs vom Senat der Hansestadt zu dessen Nachfolger im Amte des Seniors des Geistlichen Ministeriums der Evangelisch-Lutherischen Kirche in Lübeck und damit zum Leitenden Geistlichen gewählt. Als solcher vertrat er Lübeck bei der Konferenz der deutschen evangelischen Kirchenregierungen.
Zu seinem 60. Geburtstag 1902 verlieh ihm die theologische Fakultät der Universität Kiel den Ehrendoktor der Theologie.

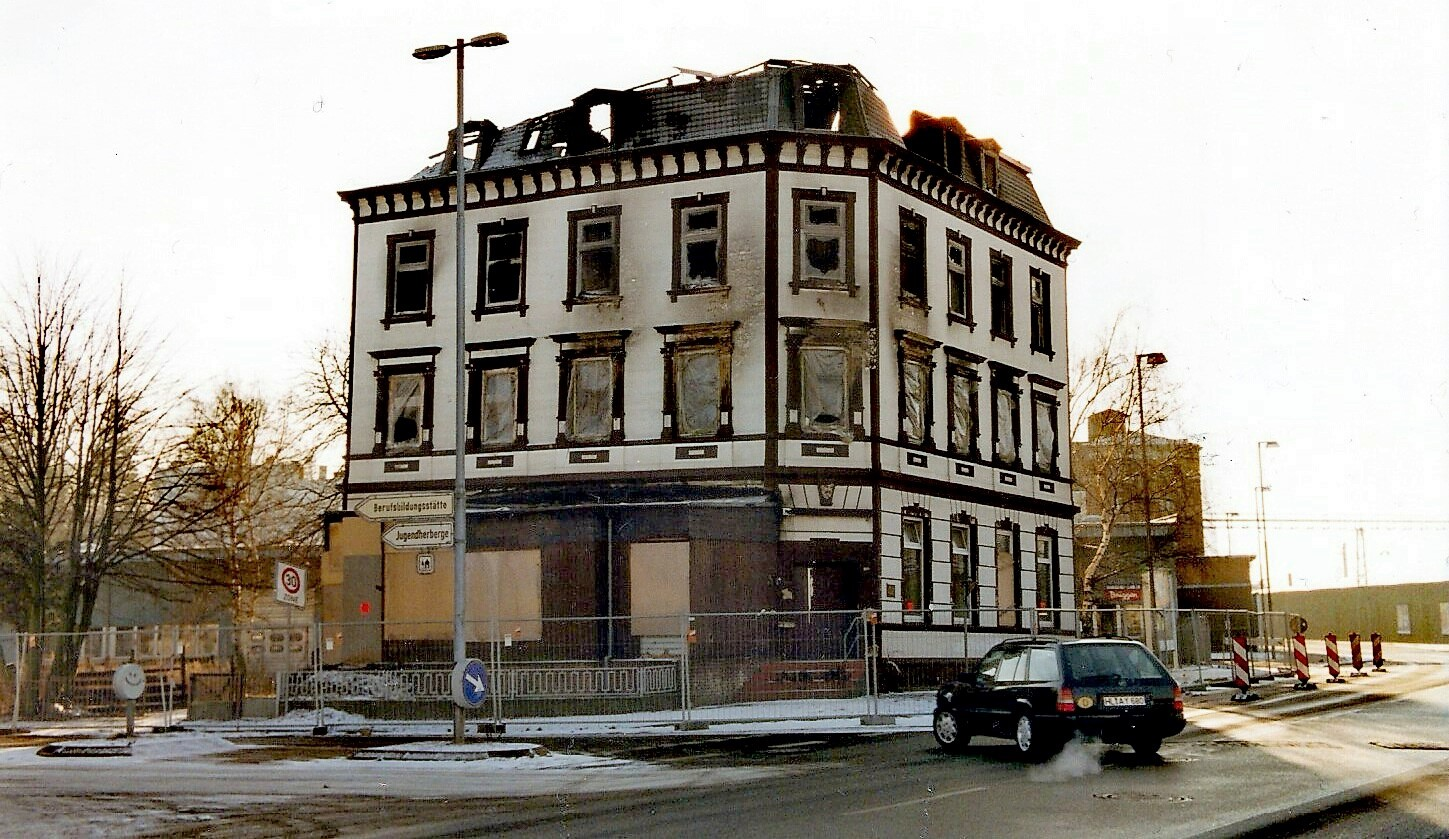
1893/94 errichtetes Seemannsheim

Rankes eigenstes Werk war die Förderung der Aufgaben der Inneren Mission in Lübeck. Zusammen mit seinem zehn Jahre älteren Amtsbruder an St. Jakobi, Hauptpastor Gustav Hofmeier, gründete er 1885 das Evangelische Vereinshaus in der Fischstrasse 17. Das Haus, das von Ranke geleitet wurde, wurde die zentrale Anlaufstelle der Inneren Mission. Aus ihr gingen das Seemannsheim und die Idioten-Anstalt (heute Teil des Gebäudekomplexes der UKL), mit deren Gründung sein Name und der des 1907 verstorbenen Heinrich Bödeker als deren größten Unterstützer in Erinnerung blieben, hervor.
Des Weiteren gründete Ranke den Verein zur Fürsorge für Sprachbefähigte und den Verein Lübecker Seemannsheim. 1898/99 war er Hauptanreger des Baus einer Kirche im Ostseebad Niendorf und ließ sich aus praktischen Gründen im Grundbuch als Eigentümer eintragen, bis 1912 eine Kapellengemeinde errichtet werden konnte.
In der Gemeinnützigen Gesellschaft wirkte Ranke in der Vorsteherschaft der Bibliothek, der Industrieschule und des Schullehrerseminars. Ebenfalls gehörte er dem Komitee für Volksunterhaltungsabende an.
1909 war Ranke bei der Eisenacher Konferenz. Unmittelbar im Anschluss daran fuhr er mit den Geistlichen der deutschen Landeskirchen auf eine Reise nach England. Die Strapazen in London sowie die Predigten, die er in verschiedenen Kirchen in englischer Sprache hielt, zeigten ihre Wirkung. Wieder zurück in Lübeck verschlimmerte sich sein Nervenleiden und zwang ihn letztendlich zum Rücktritt. Am 19. Dezember 1909 hielt Ranke seine Abschiedspredigt und wurde danach bis zu seiner Emeritierung beurlaubt.
Am 27. März 1918 erlitt Ranke bei seinem Morgenspaziergang in den Mühlentor-Anlagen einen Schlaganfall und verstarb.

### Familie

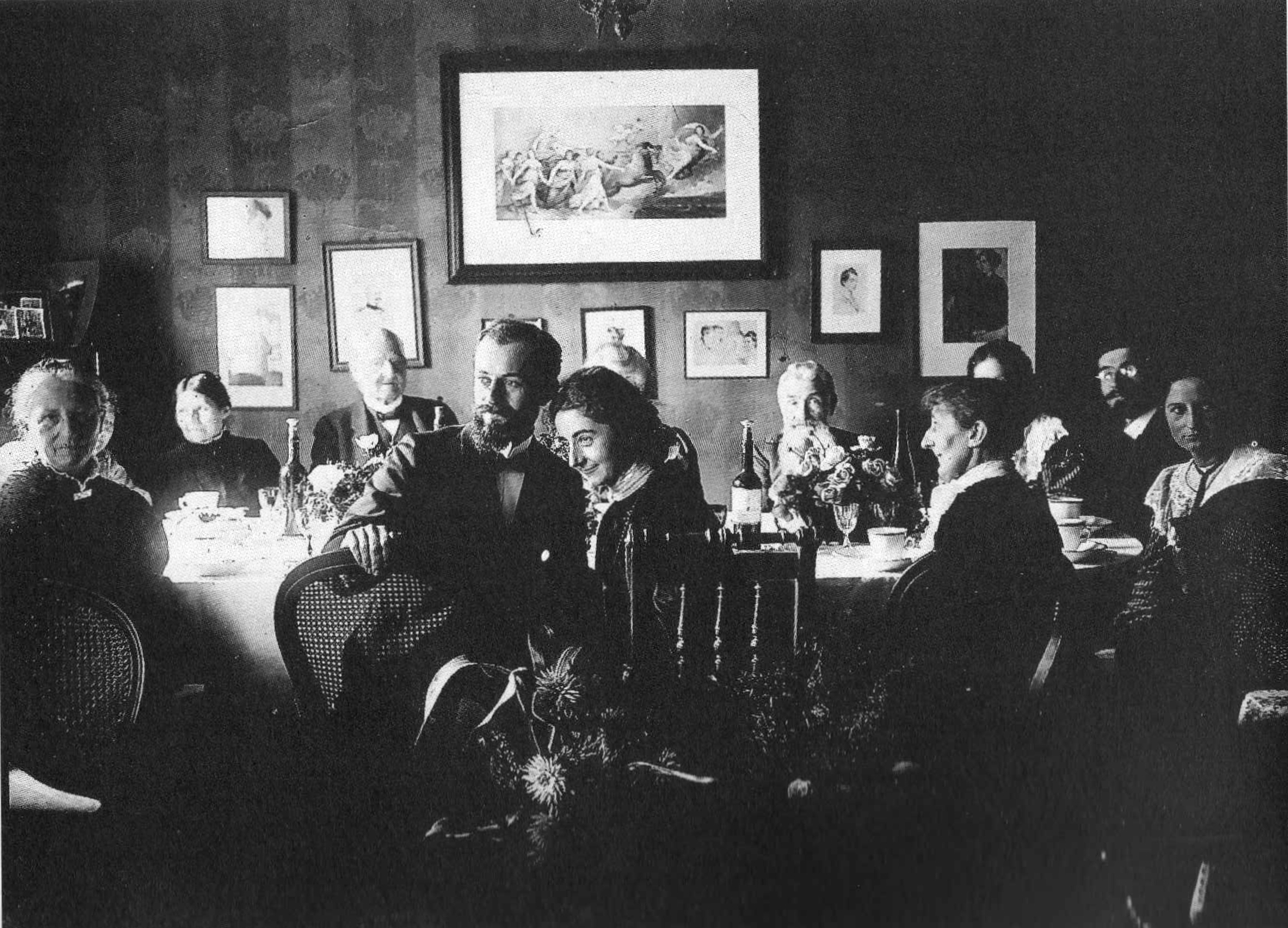
Hochzeit von Hermann Ranke und Marie Stein-Ranke (1906).

Rankes erste Frau Marie, geb. von Bever, starb nach nur dreijähriger Ehe 1874. In zweiter Ehe heiratete Ranke 1876 Julia (Julie) Wilhelmine Auguste, geb. von Bever (1850–1924). Das Paar hatte drei Söhne: Hermann, Otto und Friedrich, und zwei Töchter (Zwillinge): Marie und Julie.

## Werke
- Gedenkbüchlein für meine lieben Konfirmanden. 2. Auflage. Bertelsmann, Gütersloh 1885; 4. Auflage 1899.
- Klopstocks Messias in kurzem Auszug für das deutsche Haus. Lübcke und Nöhring, Lübeck 1903.
- Luther als Bibelübersetzer. Vortrag, gehalten bei der volkstümlichen Lutherfeier des evangelischen Bundes am 13. November 1904 in der St. Marienkirche zu Lübeck. Lübcke und Nöhring, Lübeck 1905.
- Bilder Aus Der Geschichte des Papsttums. Beck, München 1914.

## Trivia
Nach dem Tode des Senators Mann am 13. Oktober 1891 wurde Konsul Fehling und der Weinhändler Tesdorf zum Vormund einer fünf hinterlassenen Kinder bestellt. Thomas Mann war zu diesem Zeitpunkt 16 Jahre alt. In seinem Roman Die Buddenbrooks, wofür er später den Nobelpreis erhalten sollte, begegnen wir dem Senior Ranke als Pastor Andras Pringsheim, über dessen stilisiertes Fränkisch sich der Organist moquiert.

## Verweise